# Denkmalgeschützte Objekte in Steyr
In Steyr bestehen 584 denkmalgeschützte Objekte. Die unten angeführte Liste führt zu den Katastralgemeinde-Listen und gibt die Anzahl der Objekte an.
| Liste               | Objektanzahl |
| ------------------- | ------------ |
| Christkindl         | 10           |
| Föhrenschacherl     | 0            |
| Gleink              | 9            |
| Hinterberg          | 11           |
| Jägerberg           | 7            |
| Sarning             | 4            |
| Stein               | 0            |
| Steyr (KG)          | 552          |
| Steyr (Straßen A–G) |              |
| Steyr (Straßen H–R) |              |
| Steyr (Straßen S–Z) |              |